# Pyramiden

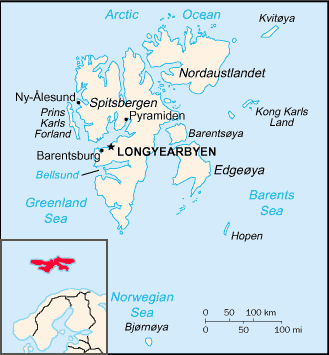
Localización de Pyramiden, en la parte central de la isla Spitsbergen.

Pyramiden (en noruego significa «la pirámide», en ruso se escribe Пирамида, «Piramida») fue un asentamiento minero de carbón soviético en el archipiélago de Svalbard, Noruega. En la actualidad (noviembre de 2019), cuenta con 1 habitante en invierno y puede llegar a 10 en verano. Fue fundado en 1910 por suecos pero en 1927 fue vendida a la Unión Soviética. En 1998 se cerró y desde entonces ha permanecido abandonado, con la mayor parte de su infraestructura y edificios aún en el lugar. Desde 2007 se está intentando promoverlo como atracción turística.

## Historia
Pyramiden fue un asentamiento minero fundado por Suecia[cita requerida] en 1910 y vendido a la Unión Soviética en 1927. Está ubicado al pie del fiordo de  Billefjorden,en la isla de Spitsbergen. La localidad está situada en las inmediaciones de la bahía de Adolfbukta, en la parte oriental de la isla, donde se ubica el glaciar de Nordenskjøldbree.  
Recibió su nombre de la homónima montaña con forma de pirámide que se encuentra junto a la ciudad. Los asentamientos más cercanos son la capital de Svalbard, Longyearbyen, a unos cincuenta kilómetros al sur, Barentsburg a unos cien kilómetros al sudoeste y la pequeña comunidad científica de Ny-Ålesund, cien kilómetros al oeste. 
Cuando Pyramiden estaba habitada, era en gran parte autosuficiente, a diferencia de otros asentamientos de Spitsbergen. La gran cantidad de carbón disponible hacía que fuera posible disponer de muchas tuberías que transportaban agua caliente para la calefacción de las casas, la piscina de agua salada caliente, los invernaderos y los establos. Con el estiércol de vacas, cerdos y aves, se fertilizaba los huertos en invernaderos, donde se cultivaban entre otros, tomates, pimientos, pepinos, perejil, cebollas, lechugas y plantas ornamentales. El año 1975 se produjeron 35.000 kg de carne, 48.000 litros de leche, 110.000 huevos y 5.700 kg de verduras. Una gran parte de la población consistía de mineros ucranianos de Donbas.
Propiedad de la compañía minera rusa, de propiedad estatal, Arktikugol Trust, que también es propietaria del asentamiento de Barentsburg, Pyramiden supo ser, en el pasado, el hogar de más de mil habitantes. El 31 de marzo de 1998, se realizó la última extracción de carbón de la mina y los últimos residentes permanentes lo abandonaron el 10 de octubre.
Hasta 2007, Pyramiden era prácticamente una ciudad fantasma donde, dentro de los edificios, las cosas se conservaban en gran medida como estaban cuando el asentamiento fue apresuradamente abandonado. Esto es gracias a la ausencia de humedad y a la aridez del clima ártico
El autor noruego Kjartan Fløgstad ha escrito un libro sobre Pyramiden. Un reciente episodio del programa del canal de Historia La Tierra sin humanos presentó Pyramiden. Se ha predicho que, debido al lento ritmo de decadencia en un clima frígido, los principales edificios de esta ciudad abandonada seguirán siendo visibles durante otros quinientos años.
El piano de cola más al norte del mundo se encuentra en Pyramiden: un piano de cola "Octubre rojo" (Красный октябрь) se encuentra en el centro cultural. De hecho, la lista de cosas "más al norte" puede ser arbitrariamente larga: el monumento más septentrional dedicado a Lenin, la piscina en desuso más septentrional, etc.

## Motivos del abandono
El motivo principal del abandono de la ciudad fue la avería de la calefacción central que dependía del carbón extraído de la mina, sin embargo la razón por la que no fue reparada fue que la extracción de carbón había dejado de dar ganancias, por tanto, sus habitantes vieron en este suceso el momento ideal para abandonar esa ciudad.

## Pyramiden actualmente
Ahora solo habitan este pueblo 5 o 6 personas que se dedican al mantenimiento del lugar, al tiempo que ejercen como guías turísticos.
Pyramiden es accesible por barco o moto de nieve desde Longyearbyen, bien como parte de un grupo organizado o independientemente. No hay restricciones para visitar Pyramiden, aún propiedad del Arktikugol Trust, pero no se permite entrar en los edificios sin permiso, aunque las puertas están abiertas, para prevenir riesgos. Hoy en día la mayoría de edificios tienen las puertas cerradas. Entrar en los edificios, el vandalismo y el robo de "recuerdos" se han convertido en una amenaza seria para Pyramiden pues contribuye a acelerar la degradación de los edificios.
Desde 2007, Arktikugol ha estado renovando el hotel y mejorando su infraestructura, lo que incluye la edificación de una nueva estación de energía con motores diésel, para acomodar a turistas en el antiguo asentamiento. Hasta 30 trabajadores han estado viviendo en el lugar todo el año para el mantenimiento de las instalaciones y guiar a los turistas que vienen de visita desde Longyearbyen.
En 2009 un emprendimiento llevado a cabo por  rusos reconstruyeron el hotel  de la ciudad y ahora se puede hacer visitas guiadas en ruso, noruego e inglés. Para el año 2013, el hotel Tulip estaba reabierto y era posible quedarse por la noche en Pyramiden. El hotel alberga un pequeño museo. Además, hay un hotel pequeño construido con antiguos contenedores cerca de la bahía. Sin embargo, no hay plan alguno de renovar y reabrir el asentamiento en su conjunto. 
En 2014 la cantante sueca Tove Styrke rodó un vídeo musical en Pyramiden para su single Borderline.

## Galería

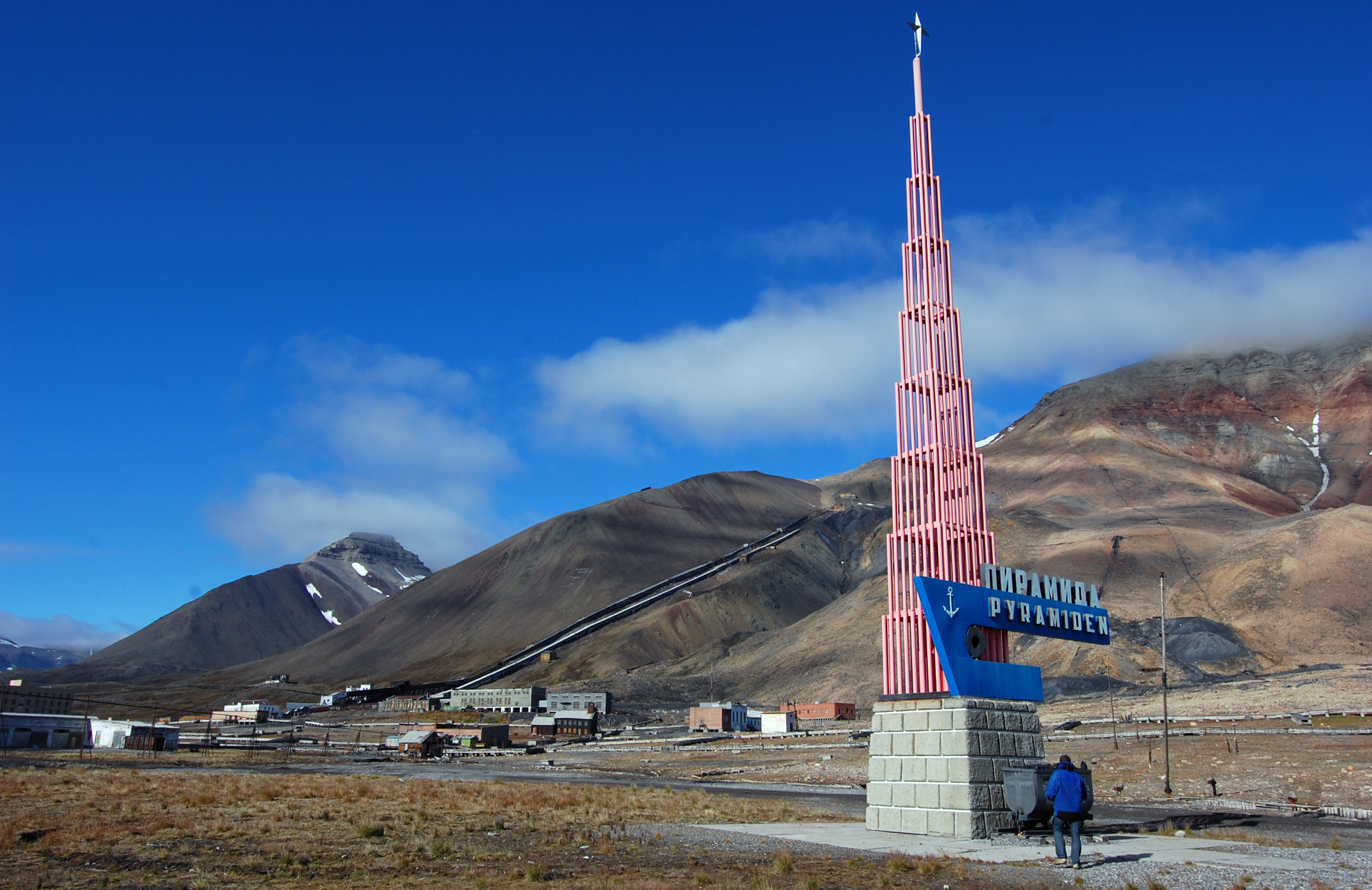
El monumento de Pyramiden, con la última tonelada de carbón extraída de la mina detrás de él
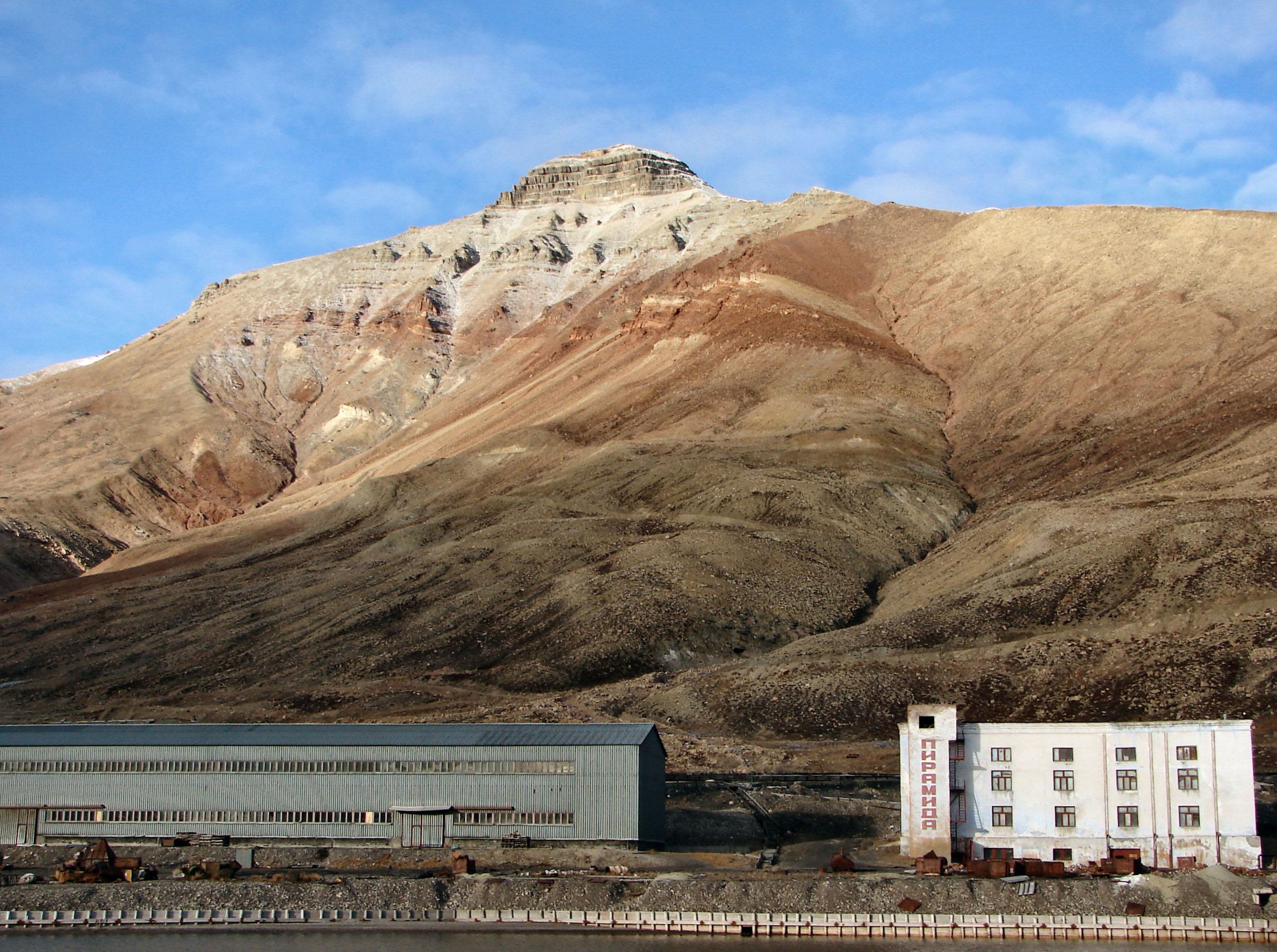
El puerto de Pyramiden y la montaña que le da su nombre
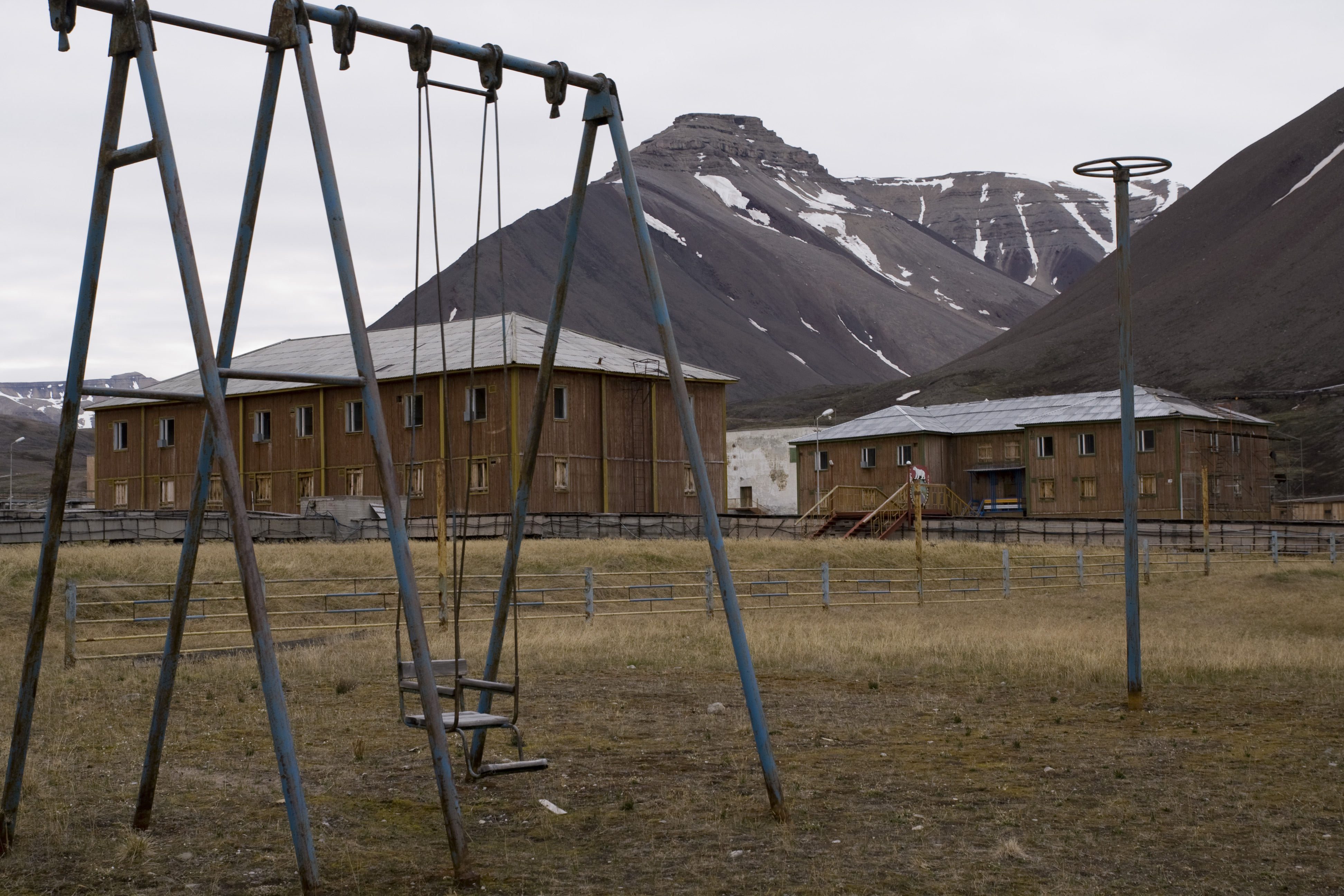
Viejas barracas de madera, construidas al estilo de Siberia, construidas antes de la guerra
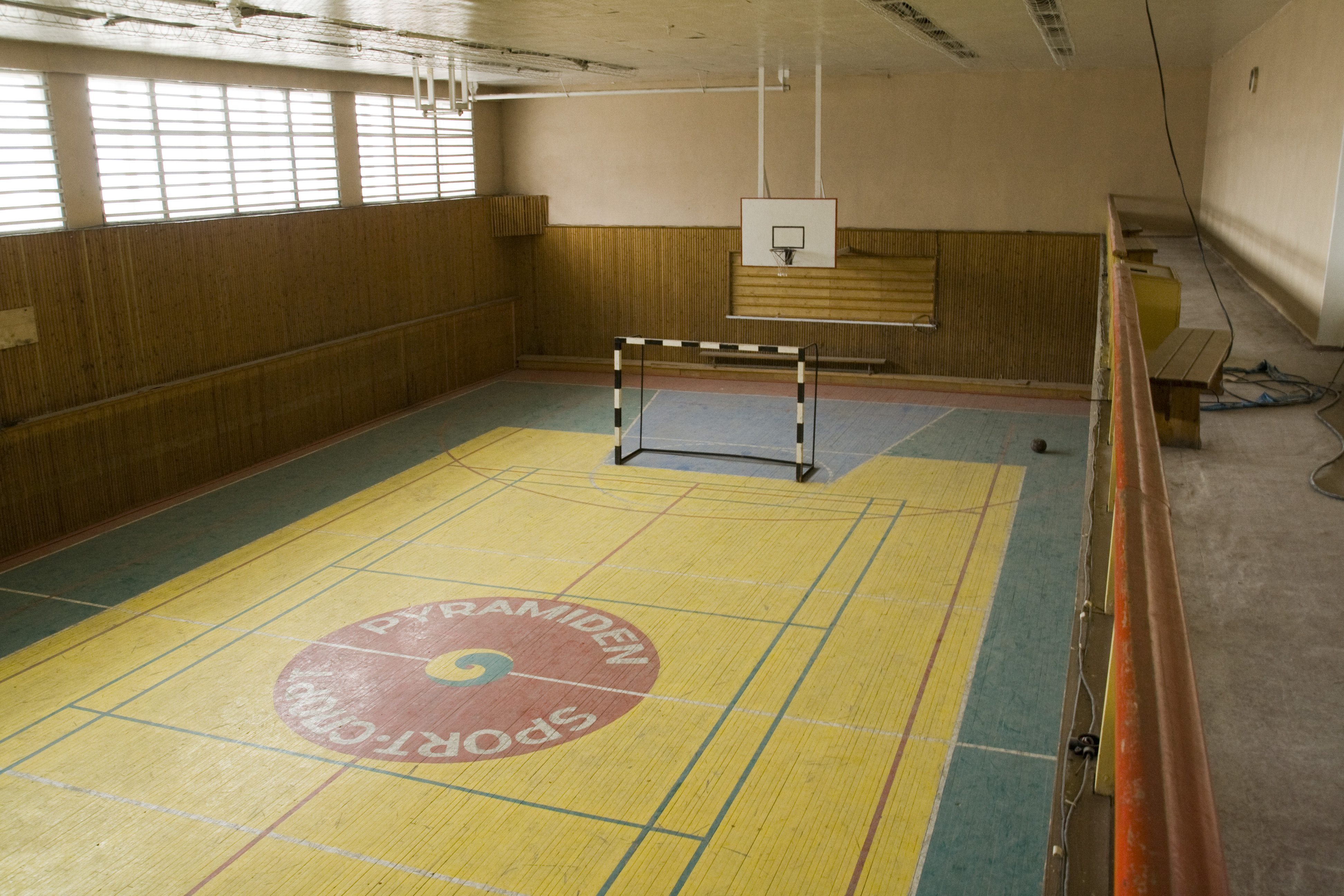
Dentro del polideportivo, uno de los edificios  bien conservados que los turistas pueden visitar